# Georg Theslöf
Georg Henrik Theslöf, född 23 januari 1880 i Kajana, död 4 februari 1957 i Helsingfors, var en finländsk journalist och diplomat.
Theslöf var son till krigskommissarie Alexander Theslöf och Lydia Malmberg. Han var 1903–1908 redaktör vid olika tidningar och 1908–1914 chef för Finska notisbyrån. Efter inbördeskriget var han anställd inom utrikesförvaltningen bland annat som chef för utrikesministeriets pressbyrå 1920–1926, och tillhörde 1927–1949 Hufvudstadsbladets redaktion, där han 1927–1933 var förste redaktionssekreterare.
Theslöf skrev bland annat under signaturen Brummel & Co några humoristiska handböcker i etikett och levnadskonst, Mannen i sino prydno (1925, nyutgåva 2007), Kvinnan i sino prydno (1926) och Alla rökares bok (1927).
Han var gift två gånger, först 1913–1925 med norskan Dorothea Kallevig Schröder och senare från 1927 med Sigrid Ruin.

## Utmärkelser
- Frihetsmedaljens 1. klass,  1918[2]
- Frihetskrigets minnesmedalj,  1918[2]
- Riddare av 1. klass av Nordstjärneorden,  1922[2]
- Kommendör av Dannebrogorden,  1925[2]
- Kommendör av Oranien-Nassauorden,  1925[2]
- Officier de l’instruction publique,  1925[2]
- Kommendör av Polonia Restituta,  1925[2]
- Vinterkrigets minnesmedalj,  1940[2]
- Kommendör av Italienska kronorden[2]
- Tre Stjärnors orden, tredje klass[2]

[Redigera Wikidata]